# Jadranka Stojaković
Jadranka Stojaković (Sarajevo, 24. srpnja 1950. – Banja Luka, 3. svibnja 2016.) bila je bosanskohercegovačka i jugoslavenska kantautorica zabavne glazbe te autorica brojnih urbanih šansona i šlagera intimnijeg glazbenog izričaja iz kasnih 1970-ih i 1980-ih godina. 
Rođena je u Sarajevu, gdje je i počela sa svojom jedinstvenom glazbenom karijerom. Majka joj je Hrvatica iz Gradca u Dalmaciji, a otac Srbin iz Doboja. Tijekom kasnih 1970-ih počela se baviti obradom bosanskih sevdalinki starih gradskih ljubavnih pjesama, kao i obradom poezije srpske pjesnikinje Desanke Maksimović u novom glazbenom aranžmanu. Radila je i primijenjenu glazbu za televiziju (dječje emisije Televizije Sarajevo), te napisala uvodnu temu za XIV. Zimske olimpijske igre u Sarajevu 1984. godine. Od 1988. do 2012. živjela je u Japanu, kad se preselila u Banjaluku.
Bolovala je od  amiotrofične lateralne skleroze. Posljednje dvije godine provela je u katoličkom domu za starije osobe "Ivan Pavao Drugi" u Banjoj Luci.

## Festivali
Nastupala je od ranih 1970-ih na brojnim festivalima zabavne glazbe u Sarajevu Vaš šlager sezone, Opatiji, Zagrebu i Beogradu.

## Uspjesi
Njene najpoznatije šansone su: "Sve smo mogli mi", "Ima neka tajna veza", "Muzika je svirala", "Čarobnjaci", "Tijesno doba", "Na drumovima Srema", "Vjerujem", "Nedovršeni valceri", "Što te nema".

## Diskografija
- Svitanje  LP 8018, 1981.,  Diskoton Sarajevo
- Da odmoriš malo dušu, LP 8052, 1982., Diskoton Sarajevo
- Sve te više volim, LP 3149, 1985., Sarajevo disk
- Vjerujem, LP 2122677, 1987.,  PGP RTB

## Vanjske poveznice
- www.jadranka.jp
- Intervju s Jadrankom Stojaković u beogradskoj Politici